# Alem García
Alem García (21 de febrero de 1946, San Luis al Medio, Rocha), abogado y político uruguayo perteneciente al Partido Nacional.

## Biografía
Su abuelo paterno era un inmigrante árabe que cambió su apellido a García para acriollarse pronto, usanza habitual en la época.
Graduado como abogado en la Universidad de la República.
Milita activamente en la campaña electoral de 1966, en el Movimiento Nacional de Rocha, apoyando la candidatura a la Presidencia de la República del Dr. Alberto Gallinal Heber.
Desde el año 1967 y hasta la ruptura institucional de 1973, se desempeñó como secretario del senador Carlos Julio Pereyra.
Durante todo el periodo de la dictadura militar colaboró con el Triunvirato que sustituyó al Honorable Directorio del Partido Nacional en la conducción del Partido.
Luego de las elecciones internas de 1982, fue elegido Secretario de la Convención Nacional del Partido. Fue elegido diputado nacional en tres oportunidades: 1984, 1989 y 1994.
En 1992 fue elegido por unanimidad Presidente de la Cámara de Representantes. En 1997 funda la Agrupación Nacional Todo por el Pueblo, dentro de su partido.
En 2018 apoya al empresario Juan Sartori en sus intenciones de precandidatearse a la presidencia por el Partido Nacional.